# ナイジェル・ホッジ
ナイジェル・ホッジ（英語: Nigel Hogge、本名不明、生年月日不明）は1970年代半ばから2000年代初頭に掛けてフィリピンで製作されたアクション映画に出演したイギリス人の映画俳優、脚本家、製作者。
別のクレジット名義には『コードネーム・イーグル』（2003年/未/ビデオ）に於けるナイジェル・ホッゲン（Nigel Hoggen）がある。

## 経歴
1970年代はタガログ語映画にも出演し、1980年頃からはシリオ・H・サンティアゴ監督やボビー・A・スアレス監督の疑似米国映画にも出演する様になり、複数本起用された。

## 人物
俳優としての特徴
ほとんどが脇役で、太々しく不敵な面構えと肥満した体躯から悪役然としているが、主人公の助言者的な役どころも見られた。また、エディー・ロメロ監督のオーストラリアとの合作戦争アクション物『脱走半島/ベトナム1983』（1988年/未/ビデオ）ではベトナム戦争の米軍捕虜を監督するソヴィエト軍の将校役を演じた。他にも『SOSマニラ特急』（1987年/未/ビデオ）の傭兵役や悪役としての『片腕捜査官オルテガ』（1981年/未/ビデオ）がある。
声優としての活動
低音の声が特徴で、自ら製作総指揮を務めたドキュメンタリー映画『マニラの戦い』（2004年/未ソフト化）ではナレーターを務めた。
プレイステーションとセガサターン用のゲーム・ソフトの声優にも起用された。日本のコナミが製作したシミュレーションRPG『ヴァンダルハーツ/失われた古代文明』（1996年）の英語版ではナレーションを担当した。因みに、日本国内版ではジェームズ・ガーナーやドナルド・サザーランドの吹き替えで知られる家弓家正が務めている。
脚本家としての活動
シリオ・H・サンティアゴ監督のベトナム戦争アクション『アイ・オブ・ザ・イーグル』（1987年/未/ビデオ）では出演はしていないが、サンティアゴ監督作品の常連脇役俳優のジョゼフ・ズッチェロと共同で脚本を執筆した。因みに、過去にCBS/フォックスから発売されていた本作のVHSソフトのジャケットには片仮名でニゲル・ホッゲと記述されていた。

## 出演
フィルモグラフィ
- 『ヘル・ホール』（1978年/未/ビデオ）シリオ・H・サンティアゴ監督
- 『片腕捜査官オルテガ』（1981年/未/ビデオ）（CIC/ビクターから発売済み）ボビー・A・スアレス監督、フランコ・グェレーロ出演
- 『ファイアー・マックス』（1984年/未/ビデオ/TV放映）（東芝映像から発売済み）シリオ・H・サンティアゴ監督、ゲーリー・ワトキンス出演
- 『マッド・ウエポン/復讐の爆裂部隊』（1985年/未/ビデオ）（徳間コミュニケーションズから発売済み）ボビー・A・スアレス監督、クリス・ミッチャム、ジョン・フィリップ・ロウ、フランコ・グェレーロ出演
- 『裸の復讐』（1985年/未/ビデオ）（ベストロン/ポニーから発売済み）（クレジットなし）シリオ・H・サンティアゴ監督、アンソニー・マハラジ第二班監督、デボラ・トラネッリ出演
- 『ダブル・ファイター/復讐の戦士』（1985年/未/ビデオ）（徳間コミュニケーションズから発売済み）テディー・ページ監督、マックス・セーヤー、マイク・モンティ演
- 『デイ・オブ・サタン』（1986年/未/ビデオ）フェルド・グロフェ・ジュニア監督、シーザー・ロメロ出演
- 『SOSマニラ特急』（1987年/未/ビデオ）（チャンネルコミュニケーションズから発売済み）ピーター・M・マッケンジー監督、ラリー・ウィルコックス、テッチー・アグバヤーニ出演
- 『アイ・オブ・ザ・イーグル』（1987年/未/ビデオ）（CBS/フォックスから発売済み）（脚本のみ）シリオ・H・サンティアゴ監督、ジョー・マリ・アヴェラーナ第二班監督、ブレット・クラーク、ロバート・パトリック、マイク・モンティ出演
- 『赤い薔薇、泣く少女』（1988年/未ソフト化）ボビー・A・スアレス監督
- 『脱走半島/ベトナム1983』（1988年/未/ビデオ）（にっかつから発売済み）エディー・ロメロ監督、ティモシー・ボトムズ、ジョン・フィリップ・ロウ出演
- 『ドライビング・フォース/復讐のモンスター・トラック』（1989年）A・J・プロウズ（アンドリュー・プロウズ）監督、サム・ジョーンズ出演
- 『復讐のコマンド』（1989年/未/ビデオ）（東芝映像から発売済み）クラーク・ヘンダースン監督、ヴァーノン・ウェルズ出演
- 『未来戦士伝/メタルガン（未来戦士/怒りの対決）』（1990年/未/ビデオ/TV放映）（徳間コミュニケーションズから発売済み）シリオ・H・サンティアゴ監督、リチャード・ノートン出演
- 『執着』（1997年/未ソフト化）ボビー・A・スアレス監督
- 『コードネーム・イーグル』（2003年/未/ビデオ）シリオ・H・サンティアゴ監督、ステーシー・キーチ出演